# Westgreußen
Westgreußen é um município da Alemanha localizado no distrito de Kyffhäuserkreis, estado da Turíngia.  Pertence ao Verwaltungsgemeinschaft de Greußem.